# Карельский мост (Сортавала)
Карельский мост (фин. Karjalan silta, также фин. Vakkolahden silta, Vakkosalmen silta) — автодорожный мост через залив Вакколахти в городе Сортавала. Мост расположен на улице Карельская и соединяет две части города, разделённые заливом Вакколахти озера Ляппяярви (часть Сортавальской губы Ладожского озера).
К югу от Карельского моста расположен причал, с которого отправляются корабли на остров Валаам, к востоку — автовокзал.

## История
К 1927 году вопрос строительства моста по инициативе Торговой палаты Сортавалы, обсуждался властями города и широко освещался в прессе. По запросу Финансового комитета инженер Арви Оксала при участии инженера путей сообщения Л. Алопеуса подготовил проект строительства моста. Согласно проекту, через залив Вакколахти предполагалось возвести земляную насыпь длиной около 300 метров, с проезжей частью шириной 7 метров и пешеходными дорожками по 1,5 метра с каждой стороны. В центральной части моста предполагался проем шириной 8 метров для судоходства вглубь залива Вакколахти и к так называемой гавани Кюмёля. Стоимость строительства, по расчетам инженера Оксалы, составляла около 4 миллионов марок. В марте 1927 года городской совет создал специальный комитет для рассмотрения данного вопроса. 
Обсуждалась и эстетическая сторона вопроса: арочный мост на гранитных или бетонных опорах был бы гораздо изящнее и впечатляюще, чем куда более скромная и функциональная насыпь. Тем не менее, необходимо было учитывать особенности рельефа и стоимость работ: арочный мост обошелся бы значительно дороже, а в условиях небольшого города финансовый аспект играл решающую роль. Отдельный вопрос при обсуждении — достаточной ли будет скорость водообмена через 8-метровый пролет в глубине залива. Высказывались опасения, что в заливе Вакколахти могут образоваться как минимум два замкнутых «бассейна» со стоячей водой, где обновление воды будет недостаточным. А застой воды может привести к загрязнению (особенно при илистом дне) и создать угрозу для здоровья.
Возведение моста диктовалось экономическими интересами города: значительные земельные участки на стороне Кюмёля, согласно новому генплану, были отведены под застройку, и их стоимость резко возрастала после завершения моста. Кроме того, Управление железных дорог планировало устранить транспортные сложности, вызванные многочисленными переездами в окрестностях Сортавалы, перенеся вокзал с западной стороны на восточную.
Финансирование проекта частично обеспечено за счет специального налога: к концу 1926 года в фонде накоплено около 279000 марок, а в бюджет 1927 года заложено еще 200000 марок. Для окончательного покрытия расходов полагалось целесообразным привлечь долгосрочный заем, чтобы избежать чрезмерной нагрузки на горожан.
Мост был построен в 1931—1932 годах по проекту копенгагенской инженерной конторы «Кристиани и Нильсен». Средства на строительство сортавальского моста выделил «Фонд А. Ниссинен», который возглавлял известный житель города Сортавала, член акционерного общества «Пароходство Северной Ладоги» (фин. Pohjois-Laatokan Höyrylaiva), муниципальный советник Калле Ниссинен.
Шесть опор моста были выложены в 12 рядов блоков серого гранита «сердобольского типа», добытых на острове Риеккалансаари, в каменоломнях у деревни Нукутталахти. Был использован именно этот гранит, поскольку он обладает высокими физико-механическими свойствами: прочностью, морозостойкостью, способностью нести большие нагрузки. Мост строился с учетом архитектуры северной и южной набережной, также облицованных местным природным камнем.
Строительство моста было завершено в 1932 году, в дни празднования 300-летия города. Мост получил название «Карельский» (фин. Karjalan silta), поскольку был устроен на продолжении улицы Карельской. На тот момент это был самый длинный мост в Финляндии.
В июле 1941 года, при отступлении советских войск во вновь разгоревшейся войне, сапёры заминировали Карельский мост, но взорвана была лишь северная его часть.
В августе 1941 года Финляндия вернула контроль над городом. К 1943 году финские инженеры восстановили мост. После подписания 19 сентября 1944 года перемирия, завершившего войну, Сортавала снова отходила к СССР, хотя и не была занята советскими войсками. В сентябре 1944 года прошла вторая эвакуация мирного финского населения из Сортавалы. При отводе финских частей, они не пытались взорвать Карельский мост, уже ставший к тому времени символом города.
В 1974 году Карельский мост ремонтировался мостостроителями бригады И. М. Котова из Ленинградского мостопоезда № 428, и студентами стройотряда «Гренадёры» из Петрозаводска.
В декабре 2011 года мост был закрыт на реконструкцию. Две части города на этот период связали временной насыпной дорогой вдоль железнодорожных путей, которая была специально проложена для пешеходов. Генеральным подрядчиком было предприятие из Великого Новгорода филиал ОАО «Мостострой № 6» Мостоотряд-75. На реконструкцию было выделено более 300 миллионов рублей из федерального бюджета. Ремонт завершили в декабре 2012 года — 18 декабря мост был торжественно открыт.